# Miseno

Capo di Miseno. Historisches Bild von Leo Wehrli (1951)

Miseno ist eine  Fraktion der italienischen Gemeinde (comune) Bacoli in der Metropolitanstadt Neapel, Region Kampanien.

## Geographie
Der Ort mit der Landspitze Capo di Miseno liegt am Ende der Phlegräischen Halbinsel am Golf von Neapel. Miseno ist von Bagnoli durch den Lago di Miseno getrennt. Die Landschaft mit Hügeln und Kraterseen entstand durch die vulkanische Tätigkeit der Phlegräischen Felder.

## Geschichte
Der lateinische Name Misenum des Ortes leitet sich nach antiker Überlieferung von Misenos, einem Gefährten des Aeneas (nach einer Überlieferung des Odysseus) ab, der an dieser Stelle ums Leben gekommen und bestattet worden sei.
Am Ostrand der Halbinsel, die den Golf von Neapel im Nordwesten abschließt, bietet eine Bucht einen geschützten Hafen. Er gehörte zunächst zu Cumae und wurde 214 v. Chr. von Hannibal verwüstet. Im Jahre 39 v. Chr. kam es dort zum Vertrag von Misenum zwischen den Triumvirn (Octavian, der spätere Augustus, Marcus Antonius und Marcus Aemilius Lepidus) und Sextus Pompeius. Der nur kurze Zeit geltende Vertrag hatte zum Gegenstand, dass Pompeius Sardinien, Korsika, Sizilien und Peloponnes als Machtbasis zugesichert bekam, dafür im Gegenzug die Getreideversorgung Roms nicht mehr gefährdete.
In den 30er-Jahren v. Chr. ließ Octavian durch Agrippa den Hafen ausbauen und machte ihn zum Hauptstützpunkt für den Kampf gegen Antonius und Kleopatra. In der Kaiserzeit war dort die classis praetoria Misenensis stationiert, die stärkste der römischen Kriegsflotten. Ihr bekanntester Kommandeur war Plinius der Ältere, der im Jahr 79 n. Chr. beim Ausbruch des Vesuv ums Leben kam. Sein Neffe Plinius der Jüngere befand sich zum Zeitpunkt der Katastrophe ebenfalls in Misenum mit seiner Mutter. Eine ausführliche Schilderung des Ereignisses ist in seinen beiden berühmten Briefen an den Historiker Tacitus erhalten.
In der Nähe der Flottenbasis lag ein Ort, der unter Augustus zur Colonia erhoben wurde.
Seit der späten Republik entstanden zahlreiche Villen reicher Römer auf der Halbinsel. So hatten dort die Antonier und Cornelia, die Mutter der Gracchen, Anwesen. In einer Villa, die früher Marius und Lucullus gehört hatte, starb 37 n. Chr. Kaiser Tiberius.
Die Reste der antiken Anlage wurden bei einem Angriff der Sarazenen im Jahr 915 endgültig zerstört. Das in Misenum eingerichtete Bistum lebt als Titularbistum der römisch-katholischen Kirche fort.

## Tourismus

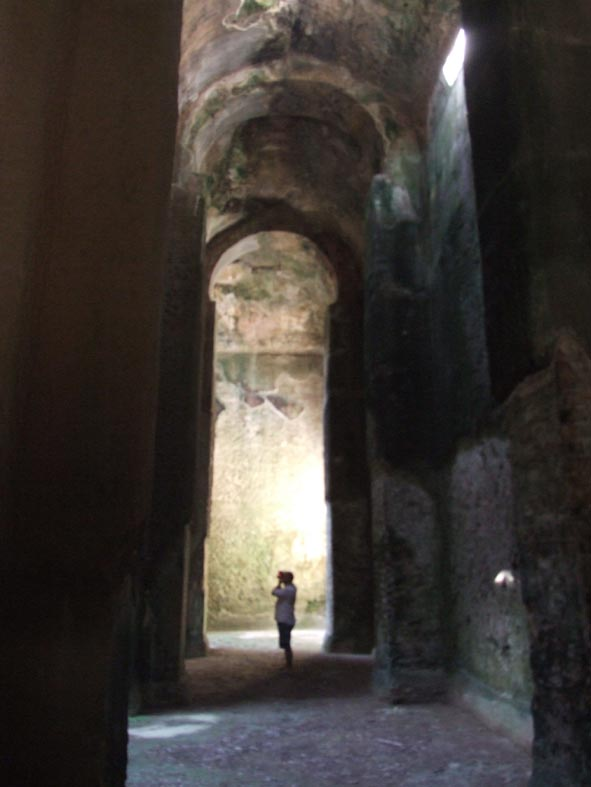
Piscina mirabilis

Miseno wird heute vor allem in den Sommermonaten wegen seines Strandes stark frequentiert.
Bedeutendste Sehenswürdigkeit von Miseno ist die Piscina mirabilis, ein ca. 70 × 30 m großes Wasserreservoir, das für die Versorgung der Flotte errichtet wurde.